# Samwieł Koczarianc
Samweł Grigorjewicz Koczarianc (ros. Самвел Григорьевич Кочарянц, ur. 25 grudnia 1908?/7 stycznia 1909 w Nor-Bajazet (obecnie Gawarr), zm. 4 sierpnia 1993 w Sarowie) – radziecki konstruktor, dwukrotny Bohater Pracy Socjalistycznej (1962 i 1984).

## Życiorys
Urodził się w ormiańskiej rodzinie chłopskiej. Studiował na Erywańskim Uniwersytecie Państwowym, pracował w Centralnym Urzędzie Statystycznym Armeńskiej SRR, w 1930 pracował w Ludowym Komisariacie Pracy ZSRR, później jako ekonomista w fabryce nr 24 im. Frunzego. W latach 1933–1937 studiował w Moskiewskim Instytucie Energetycznym i został inżynierem elektrykiem, pozostał w instytucie jako aspirant, w czerwcu 1941 obronił pracę dyplomową. Wykładał w Moskiewskim Instytucie Energetycznym jako docent, w 1945 został delegowany służbowo do Niemiec, od września 1947 pracował w Biurze Konstruktorskim-11 w mieście Arzamas-16 (obecnie Sarow) jako szef sektora naukowo-konstruktorskiego systemów automatyki, później szef wydziału. W latach 1949–1956 uczestniczył w próbach nuklearnych na poligonie w Semipałatyńsku i 1949–1953 w próbach pocisków balistycznych w Bagierowie na Krymie, brał udział w pracach nad stworzeniem pierwszej bomby wodorowej w ZSRR, w listopadzie 1958 otrzymał stopień doktora nauk technicznych, 1959–1990 był głównym konstruktorem Wszechrosyjskiego Naukowo-Badawczego Instytutu Fizyki Eksperymentalnej, opracowywał rakiety strategiczne i inne pociski balistyczne, w 1962 otrzymał tytuł profesora, 1966-1973 był kierownikiem naukowym filii instytutu w Gorkim. Miał stopień generała porucznika. W 1982 otrzymał honorowe obywatelstwo Sarowa.

## Odznaczenia i nagrody
- Złoty Medal „Sierp i Młot” Bohatera Pracy Socjalistycznej (dwukrotnie – 7 marca 1962 i 6 stycznia 1984)
- Order Lenina (sześciokrotnie – 21 sierpnia 1953, 4 stycznia 1954, 11 września 1956, 7 marca 1962, 8 stycznia 1979 i 6 stycznia 1984)
- Order Rewolucji Październikowej (26 kwietnia 1971)
- Medal „Za pracowniczą dzielność” (29 października 1949)
- Nagroda Leninowska (1961)
- Nagroda Stalinowska (trzykrotnie – 1949, 1951 i 1953)
- Nagroda Państwowa ZSRR (1977)

I inne.